# Giunto (meccanica)

Funzionamento del giunto cardanico

Un giunto è un dispositivo capace di collegare tra loro due elementi meccanici distinti, permettendone il moto relativo. Tra gli utilizzi più frequenti vi sono quello di collegamento tra due alberi coassiali o disassati per trasmettere un momento torcente da uno all'altro, oppure la congiunzione tra due elementi rigidi (link) di un braccio robotizzato.

## Storia
Il concetto di base del giunto si basa sul disegno di una sospensione cardanica, fin dall'antichità. La prima persona che pensò all'uso in meccanica per trasmettere il moto fu Gerolamo Cardano nel 1545, creando il giunto cardanico. Christopher Polhem successivamente lo reinventò chiamandolo Polhemsknut in Svezia.
Il meccanismo fu descritto in Technica curiosa sive mirabilia artis nel 1664 da Gaspar Schott, che lo chiamò paradoxum.
Poco dopo tra il 1667 e il 1675, Robert Hooke analizzò il giunto trovando che la velocità di rotazione non era uniforme, ma questa caratteristica poteva essere usata per seguire il movimento dell'ombra sulla superficie di una meridiana. Effettivamente la componente della equazione del tempo che descrive il ribaltamento del piano equatoriale sull'eclittica è analoga alla descrizione del giunto universale. I primo ad utilizzare il termine giunto universale fu Hooke nel 1676, nel trattato Helioscopes. Pubblicò una dissertazione nel 1678, con il risultato di che il termine Hooke's joint divenne comune nei paesi anglosassoni. Nel 1683, Hooke propose una soluzione alla rotazione non uniforme del giunto universale: un paio di Hooke's joints a 90° sfasati opposti e con un albero intermedio; conosciuto come giunto omocinetico.
Il termine universal joint fu usato nel XVIII secolo e molto comune nel XIX secolo. Edmund Morewood brevettò nel 1844 una macchina per rivestimenti metallici con richiamo a un giunto universale per accomodare i piccoli errori di allineamento tra motore e alberi rotanti. Lardner nel 1877 sul suo Handbook descrisse giunti universali semplici e doppi, usati molto nelle macchine per il cotone. Jules Weisbach descrisse il movimento dei giunti universali nel suo trattato di meccanica pubblicato in Inghilterra nel 1883.
Numerosi giunti universali furono utilizzati per collegare gli alberi di controllo del telescopio Northumberland all'Istituto di astronomia di Cambridge nel 1843. Ephriam Shay brevettò per la sua locomotiva Shay nel 1881 l'utilizzo di giunti universali doppi per gli alberi di trasmissione. Charles Amidon  utilizzò un giunto universale miniaturizzato per il suo girabacchino nel 1884. Beauchamp Tower utilizzò giunti universali per le sue macchine a vapore nel 1885.
Il termine giunto cardanico apparve successivamente ai termini inglesi. Esempi del termine vengono riportati nel 1868 a seguito della Esposizione universale del 1867 e in un articolo sul dinamometro tradotto dal francese nel 1881.

## Irregolarità di posizionamento e funzionamento
Il giunto va scelto in funzione dell'irregolarità a cui è sottoposta la nostra trasmissione; l'irregolarità può essere di posizionamento o di funzionamento; si parla di irregolarità di posizionamento quando gli alberi non sono perfettamente allineati mentre si parla di irregolarità di funzionamento quando il giunto è soggetto a urti, strappi e vibrazioni. Bisogna tener conto che qualsiasi giunto può sopportare un momento torcente massimo che si calcola tenendo conto del fattore di servizio ({\displaystyle F_{s}}) il quale dipende dalle irregolarità di funzionamento a cui può essere sottoposto; il fattore di servizio varia tra 1 e 3,5
{\displaystyle M={\frac {\pi \cdot d^{3}\cdot \tau }{16}}}
{\displaystyle M_{max}=F_{s}\cdot M}
{\displaystyle d} è il diametro dell'albero e {\displaystyle \tau } la massima sollecitazione;

## Tipi di giunto
Vi sono diversi tipi di giunti tra cui:
- giunto rigido: servono a collegare due alberi perfettamente coassiali, senza nessuna divergenza. Possono essere: a dischi, a manicotto, a gusci o a flange;
- giunto elastico: permettono grazie alla presenza di un elemento flessibile  l'assorbimento delle vibrazioni torsionali che sono la principale causa delle rotture degli organi meccanici. Possono essere: a pioli, a collare, a molla, con inserti o periflex. Non hanno bisogno di lubrificazione ma periodicamente o su condizione bisogna cambiare gli elementi elastici;
- giunto a denti: permettono di avere un leggero disallineamento tra i due alberi ma rispetto ai giunti elastici possono trasmettere una coppia maggiore. Necessitano di una lubrificazione periodica;
- giunto unidirezionale:
- frizione:
- giunto articolato:  permettono trasmissioni molto lunghe perché compensano le dilatazioni assiali. Il giunto cardanico è  costituito da una crociera che unisce 2 forcelle ruotate di 90° l'una rispetto all'altra e permette ai due alberi di avere forti disallineamenti, ma la coppia trasmessa non è costante e varia con andamento sinusoidale. Se si montano due giunti cardanici, uno dopo l'altro, sullo stesso asse, il giunto diventa omocinetico, cioè il sistema costituito dai due giunti trasmette una coppia costante; il giunto di Oldham permette la trasmissione del moto tra due alberi disallineati ma paralleli, e per sua natura è omocinetico;
- giunto idraulico:
- giunto di sicurezza:
- giunto viscoso.

Nei dispositivi robotici, inoltre, vi è la distinzione tra:
- Giunto prismatico che permette un movimento di traslazione lungo un asse di un link del robot rispetto al link adiacente

- Giunto rotoidale che consente la rotazione attorno a un asse di un link rispetto a quello adiacente